# Ostrovo
Ostrovo (Bulgaars: Острово, Turks: Adaköyü) is een dorp in het noordoosten van Bulgarije in de  gemeente Zavet in de  oblast Razgrad. Tot 1934 heette Ostrovo Goljama Ada. Het dorp ligt hemelsbreed 287 km ten oosten van de hoofdstad Sofia en 19 km ten noorden van Razgrad.

## Bevolking
Op 31 december 2019 telde het dorp 1.735 inwoners. De bevolking bestaat grotendeels uit Bulgaarse Turken (78%), gevolgd door kleinere groepen Roma (7%) en Bulgaren (4%). 
|  |